# Карточный домик (фильм, 1993)
«Карточный домик» (англ. House Of Cards) — американский кинофильм 1993 года.
Продюссер Сильвио Берлускони.

## Сюжет
У Рут погибает муж, который занимался археологическими раскопками цивилизации Майя в Мексике. После его смерти она перевозит семью в Северную Каролину. Однако смерть отца произвела слишком сильное впечатление на Салли, дочь Рут. Девочка перестает разговаривать и строит необычную и крайне сложную конструкцию из игральных карт. Рут приглашает доктора-психиатра Джейкоба, который обнаруживает, что у 6-летней маленькой девочки проснулись дремавшие способности экстрасенса.

## В ролях
| Актёр          | Роль            |
| -------------- | --------------- |
| Кэтлин Тернер  | Рут Мэттьюз     |
| Томми Ли Джонс | Джейк Бирлендер |
| Эйша Менина    | Салли Мэттьюз   |
| Шило Стронг    | Майкл Мэттьюз   |
| Эстер Ролле    | Адель           |
| Майкл Хорс     | Стокер          |
| Парк Оверолл   | Лилиан Хьюбер   |